# L'X Noir
L'X noir foi um seriado francês, produzido pela Société des Etablissements L. Gaumont, que estreou em 1916, sob a direção de Léonce Perret.

## Elenco
- Paul Manson
- Fabienne Fabrèges
- Émile Keppens
- Valentine Petit
- Maurice Luguet